# James C. Smith

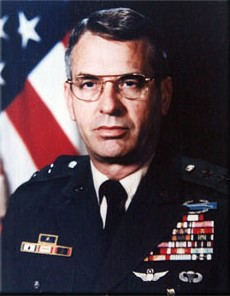
James C. Smith Jr.

James Cliffton Smith Jr. (* 5. September 1923 in Georgia; † 14. Dezember 2016 in Lawrenceville, Gwinnett County, Georgia) war ein Generalmajor der United States Army. Er war unter anderem Kommandeur der 1. US-Kavalleriedivision.
Über die Officer Candidate School (OCS) in Fort Riley gelangte James Smith im Jahr 1942 in das Offizierskorps des US-Heeres, wo er der Kavallerie zugeteilt wurde. Diese bestand zu jener Zeit bereits hauptsächlich aus Panzereinheiten. In der Armee durchlief er anschließend alle Offiziersränge vom Leutnant bis zum Zwei-Sterne-General.
Im Lauf seiner militärischen Karriere absolvierte er verschiedene Kurse und Schulungen. Dazu gehörten unter anderem eine Pilotenausbildung sowohl für Kampfflugzeuge als auch für Hubschrauber, das Command and General Staff College und das United States Army War College. Außerdem erhielt er einen akademischen Grad von der University of Nebraska.
Seine militärische Laufbahn begann während des Zweiten Weltkriegs. Dabei wurde er als Zugführer auf dem europäischen Kriegsschauplatz eingesetzt, wo er mehrfach durch deutsche Scharfschützen verwundet wurde. In der Folge war Smith vor allem bei der Heeresfliegerei tätig. Er brachte es auf etwa 6000 Flugstunden, davon 1500 im Kampfeinsatz. Er war sowohl im Koreakrieg als auch mehrfach im Vietnamkrieg eingesetzt.
In den Jahren 1955 und 1956 kommandierte er eine Fliegereinheit, die der 3. Infanteriedivision unterstand. Im Jahr 1966 kommandierte er in Vietnam eine Schwadron des 9. Kavallerieregiments, das der 1. Kavalleriedivision unterstand und in den Jahren 1969 und 1970 war er ebenfalls in Vietnam Brigadekommandeur und dann Stabsoffizier bei der 101. Luftlandedivision. In der Folge übernahm er das Kommando über eine Brigade der 1. Kavalleriedivision. Zwischen März und Mai 1971 kommandierte er für drei Monate die 1. Panzerdivision. Anschließend übernahm er den Oberbefehl über die 1. Kavalleriedivision in Fort Hood, den er zwischen Mai 1971 und Januar 1973 innehatte. In dieser Zeit verließen die letzten Truppenteile der Division Vietnam. Gleichzeitig begann die TRICAP-Umstrukturierung (TRICAP: triple capabilities, dt. etwa: dreifache Einsatzmöglichkeiten), die den Verband in die Lage versetzten sollte, als Luftlandetruppe, als bodengebundene Panzerdivision und als Luftkavallerie zu operieren. Das kurzlebige Konzept wurde 1975 wieder aufgegeben, Smith war zu diesem Zeitpunkt nicht mehr Kommandeur der Einheit.
Nach zwischenzeitlichen anderen Verwendungen kommandierte James Smith in den Jahren 1976 bis 1978 das Army Aviation Center und den Militärstützpunkt Fort Rucker in Alabama. Danach bekleidete er als Stabsoffizier in der Abteilung G3 für Operationen im Heeresministerium das Amt des Director of Training. Anschließend ging er in den Ruhestand. Er starb am 14. Dezember 2016 im Alter von 93 Jahren und wurde auf dem amerikanischen Nationalfriedhof Arlington beigesetzt.

## Orden und Auszeichnungen
James Smith erhielt im Lauf seiner militärischen Laufbahn unter anderem folgende Auszeichnungen:
- Army Distinguished Service Medal
- Silver Star
- Legion of Merit
- Bronze Star Medal
- Distinguished Flying Cross
- Air Medal
- Purple Heart